# Klonowo nad Brdą
Klonowo nad Brdą – nieczynny przystanek kolejowy, a dawniej stacja i ładownia w Klonowie na linii kolejowej Świecie nad Wisłą – Złotów, w województwie kujawsko-pomorskim. Budynek dworcowy został przekształcony w mieszkania socjalne.